# Khrushchevismo

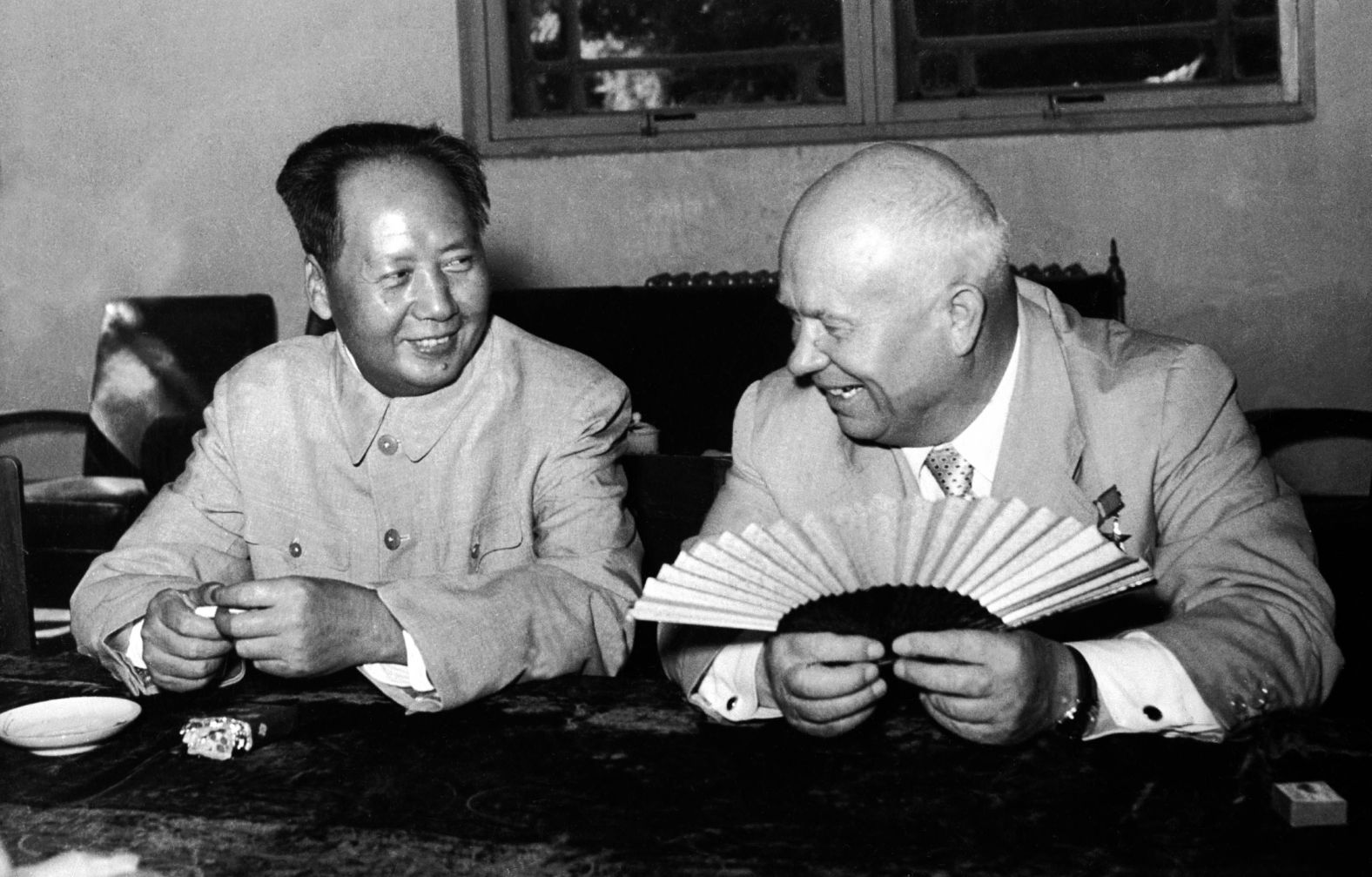
Mao Zedong (esquerda) e Nikita Khrushchev (direita).

Khrushchevismo era uma forma de marxismo-leninismo que consistia nas teorias e políticas de Nikita Khrushchev e sua administração na União Soviética.
Mao Zedong reconheceu o "Khrushchevismo" como uma ideologia distinta e inicialmente de uma perspectiva positiva, embora mais tarde o termo tenha sido usado pelo Partido Comunista Chinês como um escárnio contra a política da União Soviética. O Khrushchevismo envolve a rejeição do stalinismo e particularmente representa um movimento de afastamento da política stalinista, incluindo a defesa de uma tolerância mais liberal de algumas dissidências e desvios culturais, uma política e atitude de relações internacionais mais acolhedoras em relação aos estrangeiros e um repúdio à arbitrariedade e táticas de terror de Stalin.

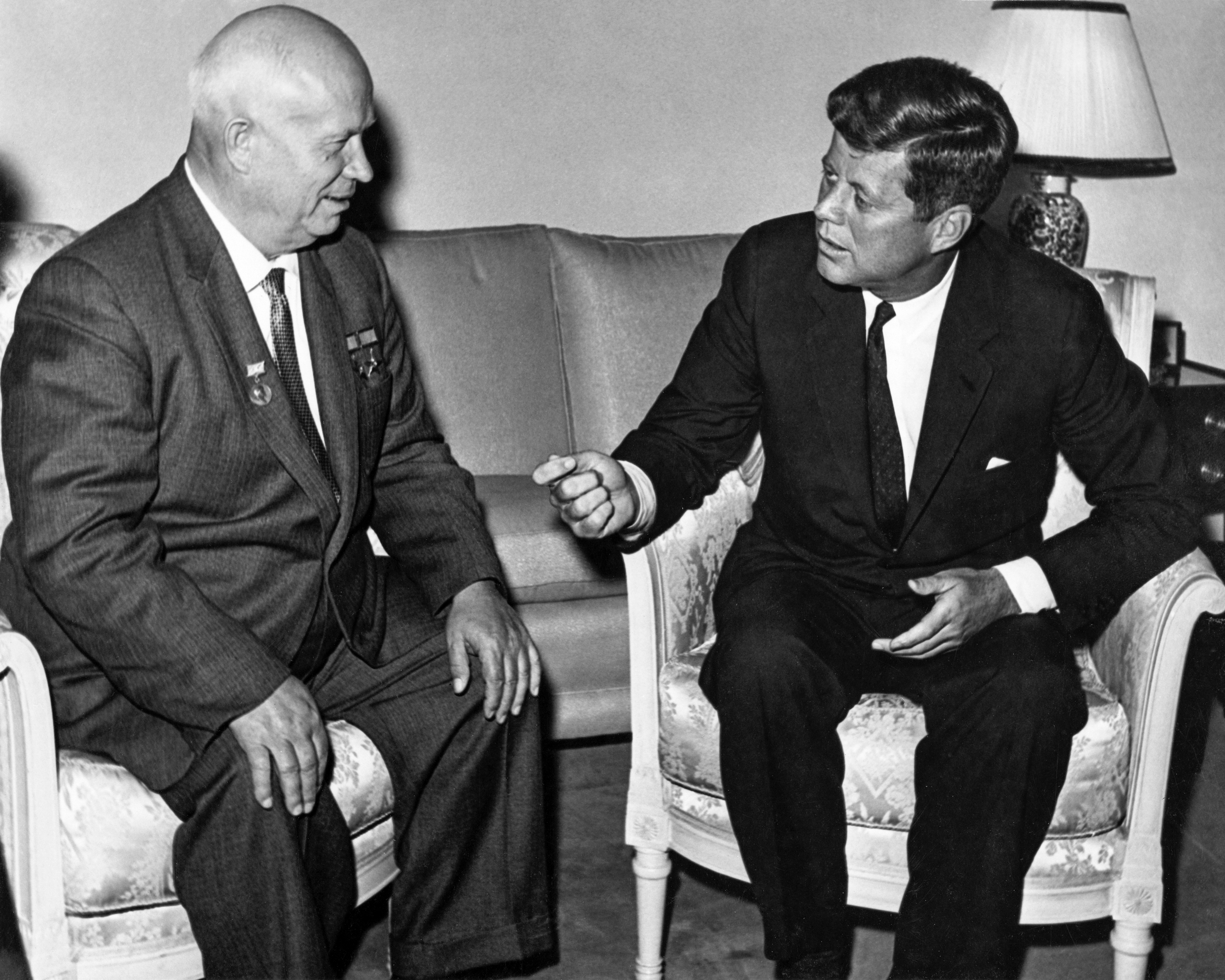
Nikita Khrushchov e John Kennedy, 12 de junho de 1961